# Livineyo Régulo
Livineyo Régulo  fue un político romano del siglo I que ocupó el consulado sufecto en el año 18.

## Nombre y carrera pública
No se conoce con certeza su praenomen, aunque en ocasiones se le ha asignado el de Lucio. Ocupó el consulado sufecto en el año 18, sustituyendo a Lucio Seyo Tuberón. Fue uno de los defensores de Cneo Pisón cuando este fue acusado de la muerte de Germánico. Syme lo identifica con un pretor del año 2 llamado Régulo.